# Rumi Shishido
Pour les articles homonymes, voir Shishido.
 (juillet 2014).
Si vous disposez d'ouvrages ou d'articles de référence ou si vous connaissez des sites web de qualité traitant du thème abordé ici, merci de compléter l'article en donnant les références utiles à sa vérifiabilité et en les liant à la section « Notes et références ».
Rumi Shishido (宍戸 留美, Shishido Rumi, née le 6 novembre 1973 à Fukuoka au Japon) est une chanteuse, actrice et doubleuse d'anime (seiyū), ex-idole japonaise du début des années 1990.
Elle débute en 1990 en tant que chanteuse-idole, surnommée Runrun, participe au groupe temporaire Nanatsuboshi avec les membres des groupes Lip's et Rakutenshi le temps d'un album de Noêl en 1990, et sort deux albums et sept singles en solo jusqu'en 1992. Elle quitte alors son agence et devient actrice, doublant de nombreux personnages d'anime et de jeux vidéo. Elle recommence à chanter en 1995 pour les génériques de la série anime Gokinjo, une vie de quartier, et sort depuis des disques en chanteuse indépendante. Elle donne un premier mini-concert à Paris le 11 septembre 2009.

## Discographie

### Singles
Idol
- Cosmic Rendez-vous (コズミック・ランデブー) (1990)
- Panic in my room (1990)
- Nakuyo Aidoru Heisei 2-nen (ナクヨアイドル平成2年) (1990)
- Chikyu-no Kiki (地球の危機) (1991)
- Otokonoko (おとこのこ) (1991)
- Otokonoko-ga Naichaunante (男のコが泣いちゃうなんて) (La-Da-Dee) (1991)
- Koi-wa Maketerareneshon (恋はマケテラレネーション) (1992)

Anime
Génériques pour la série Gokinjo, une vie de quartier :
- Heroine (ヒ・ロ・イ・ン) (1995) (opening)
- Don't You Know?! (1995) (ending)
- Sunao-ni Natte (素直になって) (1996) (film)
- NG! (1996) (ending)

### Albums
Idol
- Do Re Mi Fa So Ra Si Do Si Si Do Ru Mi (ド・レ・ミ・ファ・ソ・ラ・シ・ド・シ・シ・ド・ル・ミ) (1990)
- Punsuka (プンスカ) (1992)

Indépendants
- Set me Free (1995)
- Shinyahaikai (深夜徘徊) (1997)
- bambi garden (1999) (mini-album)
- Rumi Roll (2003)

Compilation
- Idol Miracle Series - Rumi Shishido (2005)

## Rôles seiyū notables
- Sakurako dans Hana Yori Dango
- Onpu Segawa dans Ojamajo Doremi
- Luna, Diana et Prase dans Jewelpet
- Rosemary Applefield dans Nadja
- Princess Pearl dans Fushigiboshi no Futagohime
- Sakurako Kintoki/Sedusa dans Les Supers Nanas Zeta
- MOMO dans Xenosaga
- Aqua dans Di Gi Charat Nyo!
- Shizuku dans Popotan
- Reira dans Zatch Bell
- Magical girl Plrin (Pururin) dans NHK ni yōkoso!
- Biscuit-tan dans Netrun-mon
- Mikako Kouda dans Gokinjo, une vie de quartier et Paradise Kiss
- Viper/Mammon dans Reborn!
- Le dieu du sexe de Yamada dans B gata H kei